# Beaujeu-Saint-Vallier-Pierrejux-et-Quitteur
Beaujeu-Saint-Vallier-Pierrejux-et-Quitteur là một xã thuộc tỉnh Haute-Saône trong vùng Franche-Comté phía đông nước Pháp.